# فوتبال در پرتغال
فوتبال در پرتغال (انگلیسی: Football in Portugal)، فوتبال (پرتغالی: futebol) پرطرفدارترین ورزش در پرتغال است که دارای تاریخچه طولانی در این کشور است، این روال بعد از اینکه در سال ۱۸۷۵ این ورزش توسط بازرگانان انگلیسی و نیز دانشجویان پرتغالی مشغول به تحصیل در انگلستان که با این ورزش آشنا شده بودند و اکنون به کشور خود برمی‌گشتند، در شهرهایی همچون فونشال، لیسبون، پورتو و کویمبرا شناسانده شد، اتفاق افتاد. این امر منجر به راه اندازی باشگاه‌های محلی گردید که مختص این ورزش بودند.
در ابتدا، فوتبال بین باشگاه‌های محلات و باشگاه‌هایی که در مناطق نزدیک به هم قرار داشتن انجام می‌گرفت ولی خیلی زود به سطح شهر گسترش پیدا کرد و مسابقات منطقه ای در سراسر کشور شروع شد. کمی بعد از آغاز قرن بیستم، به دنبال این درخواست که کدام باشگاه در پرتغال بهترین باشگاه تلقی می‌شود با سازماندهی برگزاری مسابقات جام حذفی فوتبال پرتغال هیجان فوتبال به اوج خود رسید و متعاقب آن رجز خوانی‌های برتر بودن بیشتر به باشگاه‌های لیسبون و پورتو تعلق داشت.